# 紀田直哉
紀田 直哉（きだ なおや、2003年（平成15年）4月28日 - ）は、日本の歌手。ダンス＆ボーカルグループ・MAZZELのメンバー。兵庫県出身。

## 略歴
元スターダストプロモーション所属。
2015年3月 EBiDAN大阪所属。
EBiDANの研究生プロジェクトである「BATTLE BOYS」の元メンバーで、2017年から2021年の3月まで活動。
女子中学生向けの雑誌nicola(ニコラ）のメンズモデルとして、2019年から2022年の3月まで活動。

## 人物
- 趣味：音楽鑑賞、料理
- 特技：ダンス、絵
- 好きな芸能人：たこやきレインボー

## 出演

### テレビドラマ
- 君がトクベツ（2025年9月17日 - 〈予定〉、MBS・TBS） - 成瀬一生 役[2]

### 映画
- 君がトクベツ（2025年6月20日公開） - 成瀬一生 役[3]

### バラエティ番組
- ピラメキーノ640 (2015年、テレビ東京)  - 子役恋物語シーズン35